# Wacław Wilczewski
Wacław Wilczewski (ur. 15 czerwca 1908 w Kurzelowej, zm. w 1982 w Caracas) – major pilot Wojska Polskiego, dowódca 142. eskadry myśliwskiej i 316. dywizjonu myśliwskiego.

## Życiorys
Syn Pawła i Zofii. W 1918 r. rodzina przejechała do Kamieńca Podolskiego a po 1920 r. przedostała się na teren Polski. Uczył się w Gimnazjum Matematyczno-Przyrodniczego w Stanisławowie, gdzie w 1928 r. zdał egzamin maturalny. Został powołany do odbycia zasadniczej służby wojskowej, otrzymał przydział do Szkoły Podchorążych Piechoty ze skierowaniem do 9 pułku piechoty. Następnie odbył praktykę w 77 pułku piechoty. 
W październiku 1929 r. rozpoczął naukę w Szkole Podchorążych Lotnictwa w Dęblinie. SPL ukończył w ramach V promocji z 35. lokatą i 15 sierpnia 1931 r. został promowany na stopnień podporucznika. Został przydzielony do 2 pułku lotniczego, gdzie służył w 123. eskadrze myśliwskiej. W 1933 r. ukończył kurs pilotażu w Centrum Wyszkolenia Oficerów Lotnictwa Dęblinie, następnie ukończył kurs wyższego pilotażu. W 1935 r., ze starszeństwem od 1 stycznia, został awansowany na stopień porucznika. W 1936 r. został przeniesiony służbowo do 4. pułku lotniczego, gdzie pełnił funkcję instruktora wyższego pilotażu. Jesienią 1938 r. objął stanowisko zastępcy dowódcy 142. eskadry myśliwskiej.
Po wybuchu II wojny światowej walczył w składzie 142 em, 5 września objął jej dowództwo. Po ataku ZSRR na Polskę 18 września wraz z eskadrą przekroczył granicę z Rumunią. Następnie przedostał się do Francji, gdzie został przydzielony do polskiej bazy lotniczej w Lyon-Bronn. Po przeszkoleniu otrzymał przydział do dywizjonu 1/145, gdzie służył w II eskadrze. Pełnił funkcję dowódcy trzeciego plutonu. Został skierowany do GC/I na staż i zapoznanie się z samolotami Bloch MB.152, w składzie tej jednostki wykonał jeden lot bojowy.
Po klęsce Francji przedostał się do Wielkiej Brytanii, gdzie dotarł 12 lipca na pokładzie statku "Robur III". Zgłosił się do służby w Polskich Siłach Powietrznych, otrzymał numer służbowy RAF P-0629. Po przeszkoleniu w sierpniu 1940 r. otrzymał przydział do 607 dywizjonu myśliwskiego RAF, następnie służył w dywizjonach 145 i 501. Został przeniesiony do służby w 306. dywizjonie myśliwskim.
W 1941 r. zgłosił się do służby w dywizjonie 316. 11 sierpnia objął dowództwo nad tą jednostką. 14 listopada, podczas operacji Circus 110, jego samolot został zestrzelony a on trafił do niewoli. Po wyleczeniu rany został przewieziony do Stalagu Luft III, gdzie przebywał do zakończenia działań wojennych. Po uwolnieniu wyemigrował do Wenezueli, gdzie pracował w lotnictwie cywilnym.

## Ordery i odznaczenia
Za swą służbę był odznaczony:
- Odznaką za Rany i Kontuzje,
- Polową Odznaką Pilota,
- Krzyżem Walecznych,
- Medalem Lotniczym – dwukrotnie.